# قصعينينة
القصعينينة (الاسم العلمي: Salviinae) هي عمارة نباتية تتبع الفصيلة الشفوية من رتبة الشفويات.

## أجناس
- القصعين وهو الجنس النموذجي لهذه العمارة.